# Jardin de curé
 (février 2012).
Si vous disposez d'ouvrages ou d'articles de référence ou si vous connaissez des sites web de qualité traitant du thème abordé ici, merci de compléter l'article en donnant les références utiles à sa vérifiabilité et en les liant à la section « Notes et références ».
Pour les articles homonymes, voir Curé (homonymie).

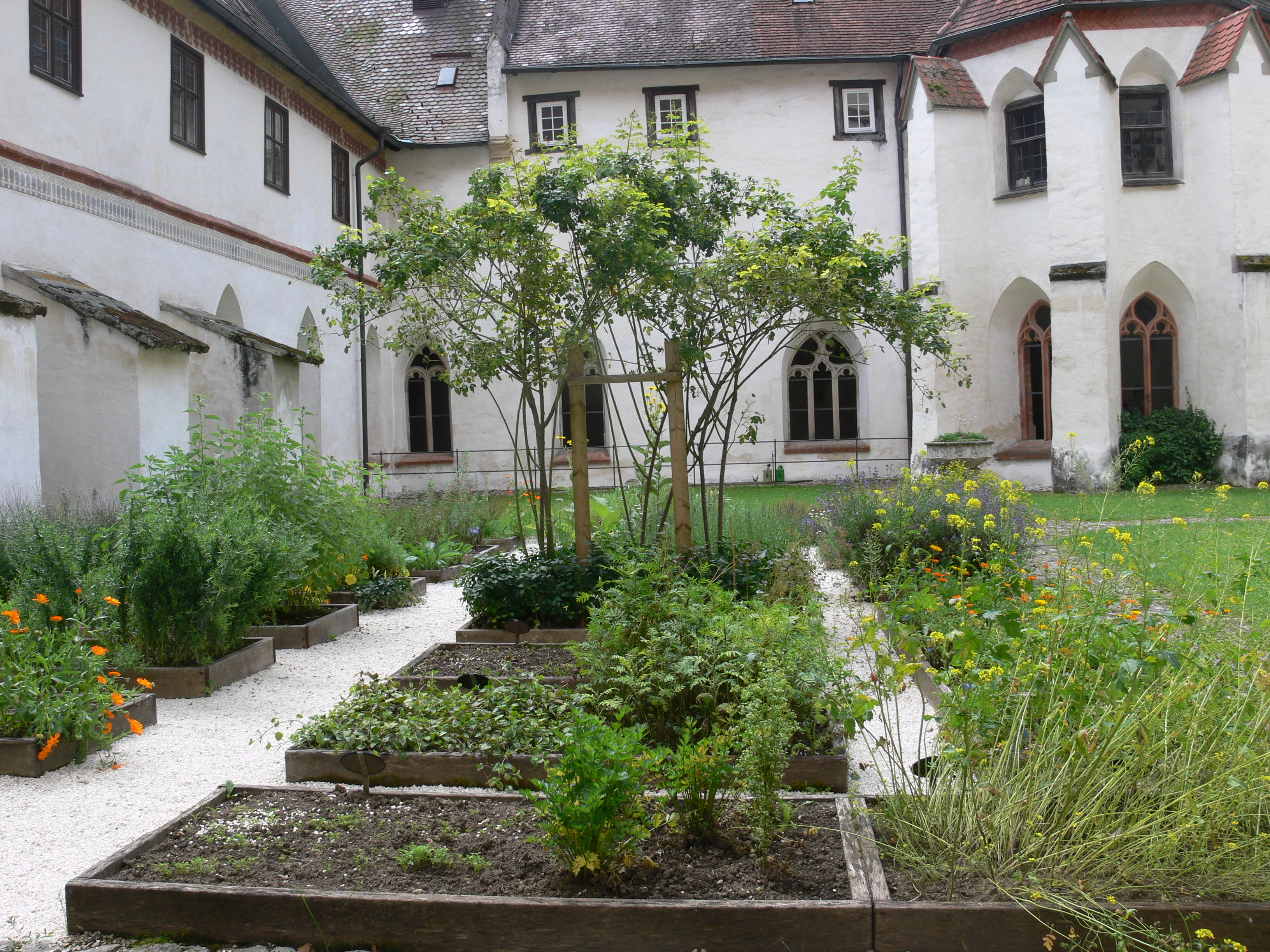
Jardin de curé à Blaubeuren, Allemagne.

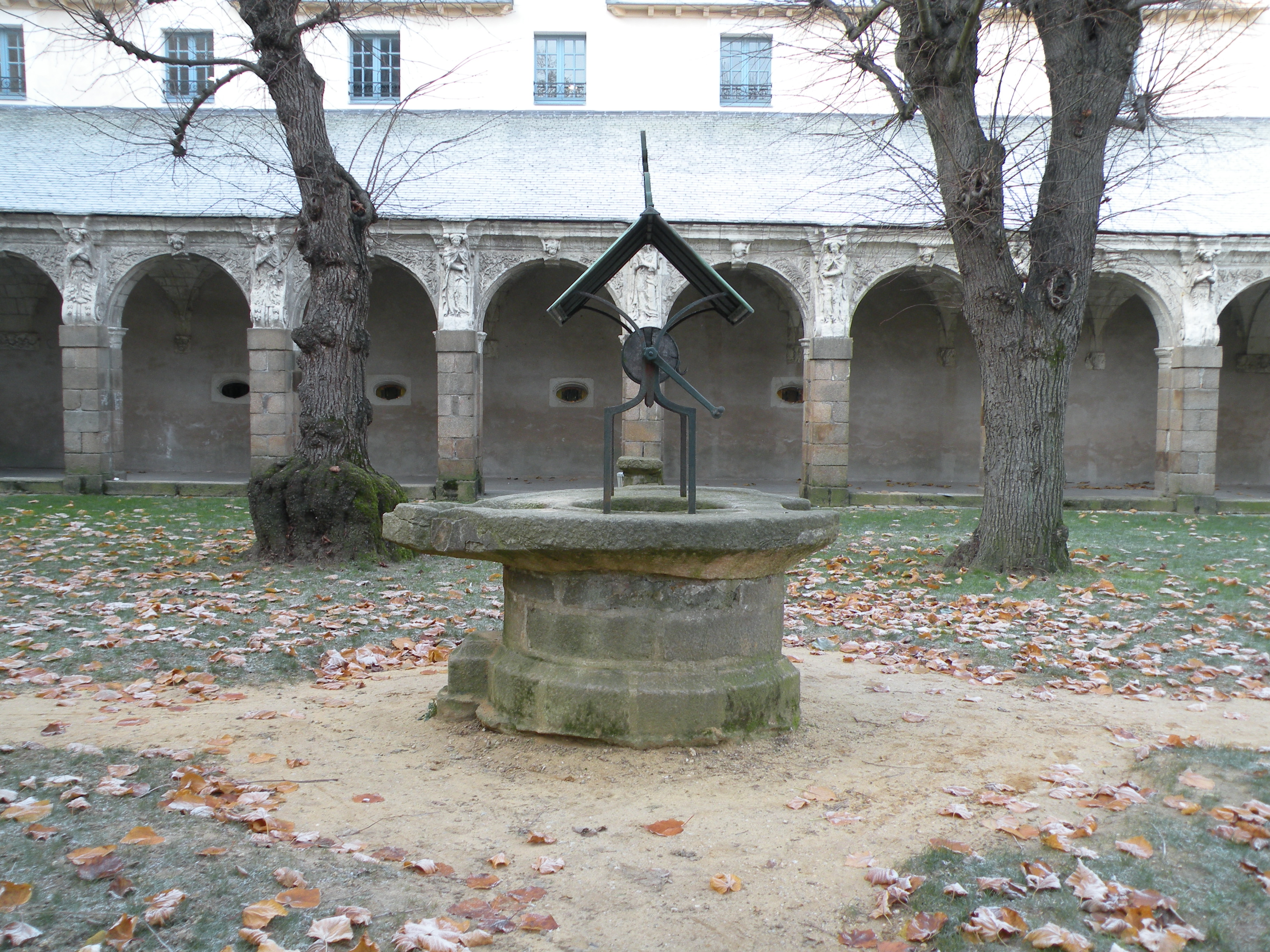
Composition de quatre parterres carrés autour du puits dans un ancien jardin d'abbaye (ici l’abbaye Saint-Melaine de Rennes).

Un jardin de curé  est à l'origine un jardin clos près de l'église et du presbytère, à vocation avant tout utilitaire. Ce jardin qui pouvait être celui d'un curé, d'un évêque ou d'une congrégation religieuse avait pour but de pourvoir à la subsistance de quelques personnes en fournissant des légumes et des fruits, c'est donc à la base un jardin potager, mais aussi des fleurs, pour fleurir l'autel, et, dit-on, une vigne pour le vin de messe ainsi que quelques plantes médicinales.
C'est devenu un style de jardin dont la première caractéristique est de mélanger les fleurs et les légumes ainsi qu'une grande variété de plantes simples, traditionnelles, non sophistiquées, dont des plantes condimentaires. Le plan en carrés, plus ou moins rigoureux, est adouci par le mélange des plantes vivaces et annuelles. On n'y trouve pas de pelouses, sauf parfois en guise d'allées, délimitées par des bordures végétales. Il s'oppose à une évolution qui a conduit généralement à la séparation totale du potager du jardin d'agrément, le reléguant dans un coin éloigné, caché souvent derrière une haie.
Sa variété en fait un lieu agréable de repos et de méditation. Il se compose souvent de quatre parterres carrés, avec au centre du jardin un puits ou un bassin qui attire les oiseaux.
Comme dans bon nombre de jardins religieux chrétiens (jardins d'abbaye, jardins de cloître…), on retrouve une très forte influence du jardin romain, lui-même héritier des jardins grecs et persans. Ceci est dû à l'attachement des ecclésiastiques du Moyen Âge aux auteurs romains antiques comme Dioscoride ou Pline l'Ancien.

## Exemples de jardins de curé
- Potager fleuri du château de Miromesnil (Seine-Maritime)
- Jardin du Prieuré de La Ferté Loupière (Yonne). Ce jardin privé a obtenu le Premier prix Parcs et Jardins en 2006.